# Sineus i Truwor

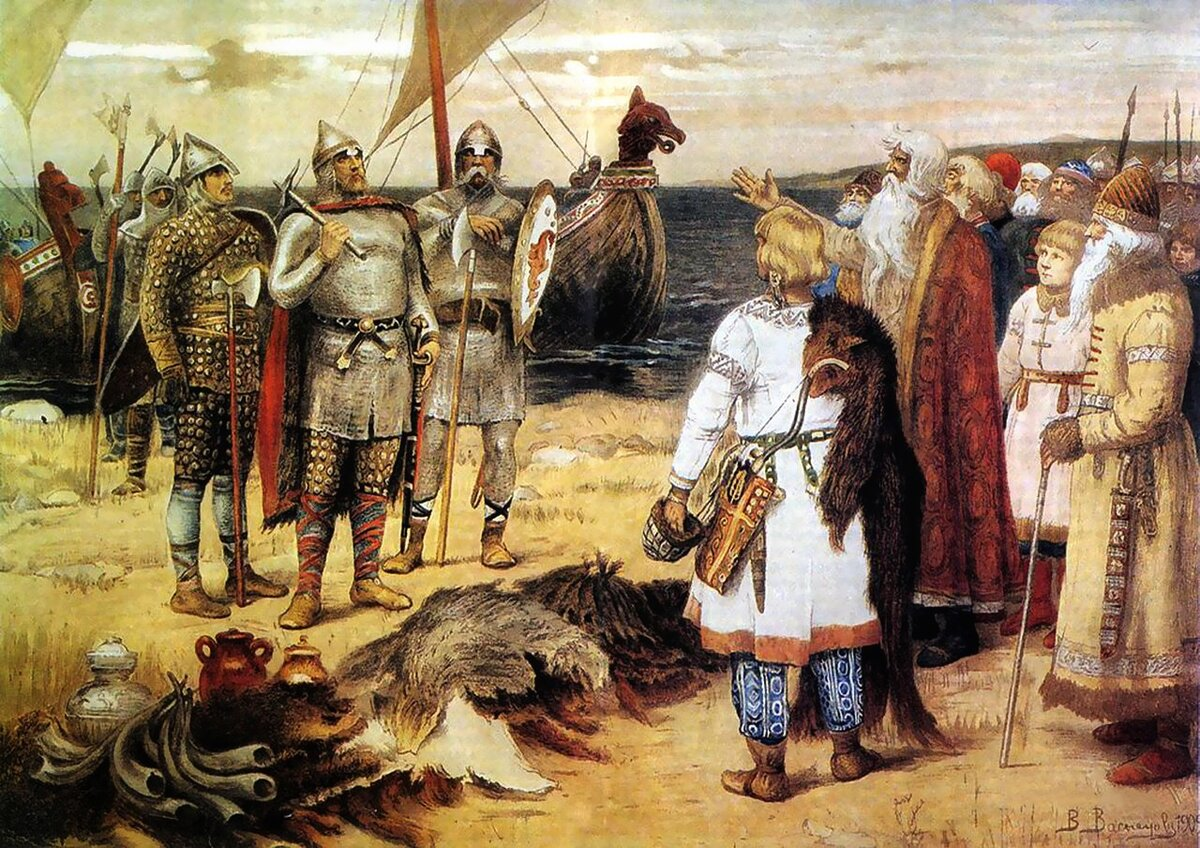
Wyobrażenie Ruryka wraz z braćmi na obrazie Przywołanie Waregów autorstwa Wiktora Wasniecowa (1848-1926).

Sineus (staroruski: Синеѹсъ trl: Sineusъ, fl: 862-864, zm. 864) i Truwor (staroruski: Труворъ trl: Truvorъ, fl: 862-864, zm. 864) – według najstarszej ruskiej kroniki, bracia Ruryka, którzy w 862 roku wraz z nim przybyli  na zaproszenie Słowien, Krywiczów, Czudów i Wesów w celu przejęcia władzy i załagodzenia waśni między plemionami. Po tym gdy przybyli do Nowogrodu, podzielili się w ten sposób iż Ruryk (najstarszy brat) zajął Nowogród, Sineus Biełooziersk (współczesna nazwa to Biełoziersk) a Truwor miał objąć władzę w Izborsku. 
Badania archeologiczne nie wykazały istnienia osad Nowogród i Biełooziero w 862 roku. Samo założenie Biełooziora jest datowane na X wiek, a Nowogrodu na połowę X wieku. Natomiast badania archeologiczne w Izborsku nie potwierdziły istnienia tam grupy Waregów. Poza tym legendy o założeniu państw przez trzech braci są dość powszechne, rozpoczynając od Perdikkasa z Macedonii, a także legendzie o Lechu, Czechu i Rusie. Stąd też Dmitrij Lichaczow uznał braci za mitycznych, tak samo jak założycieli Kijowa (Kija, Szczeka, Chorywa i Łybedźi).
Według niektórych badaczy, jak Boris Rybakow, podobieństwo nazwisk braci do staronordyjskich słów sine-hus (w staronordyckim oznaczających krewniaków, ludzi jednego domu) oraz thru-voring (w staronordyckim oznaczających prawdziwych wojowników), a także to iż legenda o przywołaniu Waregów była przekazywana ustnie, najbliżej do 1037 roku, kiedy to powstał pierwszy latopisarski zwój w języku staronordyckim, skłania do wysnucia tezy iż bracia pojawili się ze względu na błąd tłumaczenia tej legendy na język staroruski. Legenda ta pierwotnie miałaby brzmieć, iż Ruryk przybył ze swoim domem (w tym na przykład z Olegiem) i wierną drużyną. Według historyk i filolog Jeleny Melnikowej taką tezę można było potwierdzić tylko wśród historyków niezaznajomionych z językiem staronordyckim, gdyż frazy te absolutnie nie odpowiadały elementarnym normom morfologii i składni języków staronordyckich, a także semantyki słów hus i vaeringi. Poza tym, jak przekonuje profesor Melnikowa, nazwy Sineus (staronor.: Signjótr) i Truvor (staronor.: Þórvarðr) są znane z wielu napisów runicznych i występowały jako imiona.